# Sarcocheilichthys
Sarcocheilichthys és un gènere de peixos de la família dels ciprínids i de l'ordre dels cipriniformes.

## Taxonomia
- Sarcocheilichthys biwaensis (Hosoya, 1982)[2][3]
- Sarcocheilichthys caobangensis (Nguyen & Vo, 2001)[4]
- Sarcocheilichthys czerskii (Berg, 1914)[5]
- Sarcocheilichthys davidi (Sauvage, 1878)[6]
- Sarcocheilichthys hainanensis (Nichols & Pope, 1927)[7]
- Sarcocheilichthys kiangsiensis (Nichols, 1930)[8]
- Sarcocheilichthys lacustris (Dybowski, 1872)[9]
- Sarcocheilichthys nigripinnis (Günther, 1873)[10]
- Sarcocheilichthys parvus (Nichols, 1930)[8]
- Sarcocheilichthys sinensis (Bleeker, 1871)[11]
- Sarcocheilichthys soldatovi (Berg, 1914)[5]
- Sarcocheilichthys variegatus (Temminck i Schlegel, 1846)[12][13][14][15][16][17][18]